# Benningen (Wüstung)
Benningen ist ein abgegangener mittelalterlicher Hof oder Weiler, der sich entweder auf der Gemarkung der Gemeinde Schwaikheim oder auf der von Hohenacker im baden-württembergischen Rems-Murr-Kreis lag. Die genaue Lage der Wüstung ist nicht bekannt. Ebenso ist über die Geschichte Benningens so gut wie nichts mehr bekannt. 

## Lage
Zwischen dem alten Dorfkern von Hohenacker und dem südlichen Ortsrand von Schwaikheim erstrecken sich die Fluren Benningen, Benninger und Im Benninger. Nördlich werden die Fluren vom Römerweg (auch Grasiger Weg genannt) begrenzt, im Süden zieht die Trasse der Murrbahn vorbei. Eugen Bellon vermutet die Hofstelle am Ende des Benninger Weges in der Flur Im Benninger, ganz nah an der Gemarkungsgrenze von Schwaikheim.

## Geschichte
Möglicherweise ging Benningen aus einem Fronhof hervor, der wahrscheinlich von den Herren von Schwaikheim gegründet wurde. Dieses Geschlecht besaß auch die Turmhügelburg Schwaikheim. Erstmals erwähnt wird der Ort Benningen als Bunningen in dem Codex Hirsaugiensis um 1100. In dem Text wird ein Nibelung von Schwaikheim (Nibelunc de Sweicheim) erwähnt, welcher dem Kloster Hirsau eine Hube Ackerfeld in Benningen schenkte. Um das Jahr 1150 beschenkten die Brüder Eigolf und Hartwig das Kloster Hirsau mit sechs Huben Ackerland in Bunningen. Danach wird der Ort nicht mehr genannt. Möglicherweise ist Benningen im Zuge des Bauernlegens im 12. oder 13. Jahrhundert vom Kloster Hirsau aufgegeben worden. Nach einer anderen Theorie wurde Benningen als Fehlsiedlung wegen unzureichender Wasserversorgung verlassen. Nach Bellon befand sich Benningen weitab von jeder Quelle. 
Nach dem Untergang von Benningen wurde die Feldmark überwiegend Schwaikheim zugeteilt. Dies lässt sich an den Zelgen Schwaikheims dokumentieren. Die Dörfer des Mittelalters waren der Dreifelderwirtschaft unterworfen und die Markungen waren in der Regel in drei Zelgen eingeteilt. Schwaikheim hatte allerdings im Jahre 1350 mindestens sechs Zelgen; drei von ihnen gehörten zum ehemaligen Ort Benningen.